# El Vilar (Gerona)
El Vilar es una localidad española del municipio de Fontanals de Cerdanya, perteneciente a la provincia de Gerona, en la comunidad autónoma de Cataluña.

## Toponimia
El lugar puede aparecer referido como «El Vilar», «Vilar de Urtg», «El Vilar d'Urtx» y «Urtg y Vilar».

## Historia
Hacia mediados del siglo XIX, el lugar, ya por entonces cabeza de un ayuntamiento compartido con Estoll, Escadarcs, Suriguera y Soriguerola, tenía contabilizada una población de 382 habitantes. Aparece descrito en el decimoquinto volumen del Diccionario geográfico-estadístico-histórico de España y sus posesiones de Ultramar de Pascual Madoz con las siguientes palabras:

URTG y VILAR: componen una misma pobl., cab. del ayunt. que forma con Astoll, Escadarchs, Suriguera y Suriguerola, en la prov. de Gerona, part. jud. de Ribas, aud. terr., c. g. de Barcelona, dióc. de Seo de Urgel. sit. en el llano de la Cerdaña, al pie de un monte que hace sombrío su cielo, privándole en invierno de los rayos del sol, hasta las nueve de la mañana; sin embargo, goza de buena ventilacion y clima frio, pero sano: las enfermedades comunes son catarros, pulmonias y reumas. Tiene 120 casas; una igl. parr. (San Martin) servida por un cura de término. El térm. confina N. el r. Segre; E. Caixans; S. Alp, y O. Astoll y Suriguerola. El terreno participa de llano y monte, con algun bosque de pinos y matorrales. Los caminos son locales de herradura. prod.: centeno, cebada, patatas, hortalizas y pastos; cria ganado lanar, vacuno y caza de perdices y liebres. pobl.: 74 vec., 382 alm. cap. prod.: 2.311,200 rs. imp.: 57,780.
(Madoz, 1849, p. 230)

Aparece descrito en el décimo volumen del Diccionario geográfico, estadístico, histórico, biográfico, postal, municipal, marítimo y eclesiástico de España y sus posesiones de ultramar de Pablo Riera y Sans con las siguientes palabras:

URTG.—L. con ayunt., al que se hallan agreg. el l. de Astoll, la ald. de Vilar y 5 cas. y grupos, edif., viv. y alb. ais. Cuenta con 427 hab. y 152 edif., de los que 43 están inhabitados. -Org. civ. Corresponde á la prov. de Gerona, al dist. de Olot para las elecciones de diputados provinciales y al de Puigcerdá para las de Córtes. -Org. mil. C. G. de Cataluña y G. M. de Gerona. -Org. ecle. Pertenece a la dióc. de Seo de Urgel, al arciprestazgo de Cerdaña y tiene una iglesia parroquial, bajo la advocación de San Martin, cuyo curato es de la categoría de término. -Org. jud. Hállase adscrito al part. jud. de Puigcerdá, á la aud. de lo criminal de Gerona y á la territ. de Barcelona. -Org. econ. Para el pago de contr. depende de la Delegacion de Hacienda de la prov. -S. púb. Recibe y expide la corr. por cn. de Ripoll á Puigcerdá y pt. de Urús.- Ob. púb. y med. de com. Cuenta con diferentes caminos ya vecinales, ya de herradura, en mejor ó peor estado de conservacion, que le relacionan tanto con la cap. del part. cuanto con las demás pob. limítrofes y por medio de los que verifica sus transportes y sostiene sus relaciones. -Ins. púb. Sostenida de fondos del municipio hay una escuela para los dos sexos, perfectamente atendida y á la que asiste un regular número de alumnos. -Art., of., ind. La ind. que más domina en esta localidad es la agrícola, sin embargo de que por algunos de sus moradores se ejercen todas aquellas profesiones y of. mecánicos de mayor necesidad. -Pob. Ninguna importancia ofrecen los 58 edif. que la forman, incluyendo en este número la iglesia parroquial y casa en que el ayúnt. celebra sus reuniones, puesto que tanto unos como otros, aun cuando son de buena construccion, no hacen más que responder á las necesidades de sus destinos respectivos. Cuenta con una tienda de comestibles; está el vecindario perfectamente abastecido de aguas para todos los usos y celebra la principal festividad el día del Patrono del pueblo. -Sit. geog. y top. En el llano de la Cerdaña, disfrutando de buena ventilacion y clima sano, encuéntrase situado este l., cuyo tér. municipal confina por los cuatro puntos cardinales con los de Caixans, Alp y Urús, comprendiendo en el espacio que éstos abrazan, algunos montes en regular estado de poblacion, de los que unos pertenecen al comun de vec. y á propiedad particular otros. El terreno, que participa de monte y llano es de mediana calidad, y las prod. consisten en cereales, legumbres, hortalizas, frutas y pastos; se mantiene ganado de varias clases, además del necesario para las faenas agrícolas, y hay caza de pelo y pluma.
(Riera y Sans, 1886, p. 758)

El municipio de Urtg desapareció de cara al censo de España de 1970, al incorporarse al de Fontanáls de Cerdanya el 21 de abril de 1969.
En la actualidad, pertenece al municipio de Fontanals de Cerdanya. En 2023, la entidad singular de población tenía empadronados 113 habitantes y el núcleo de población, 108.

## Demografía
| Gráfica de evolución demográfica de Urtg entre 1842 y 1960 |
| |
| Población de derecho según los censos de población del INE Población de hecho según los censos de población del INEEntre el censo de 1857 y el anterior, crece el término del municipio porque incorpora a Astoll Entre el censo de 1970 y el anterior, este municipio desaparece porque se agrupa en el municipio Fontanals de Cerdanya |